# Edwin Marian
Edwin Marian all'anagrafe Marian Kmieczak (Łódź, 14 giugno 1928 – Monaco di Baviera, 15 novembre 2018) è stato un attore e regista tedesco.

## Biografia
Marian nasce e cresce a Łódź in Polonia. Ancora scolaro nel 1945 entra nel Reichsarbeitsdienst e sul finire della guerra vive nell'Oberbayern. Abiterà a Bad Kösen durante l'occupazione russa. Nel 1946 inizia a studiare recitazione al Deutsches Theater-Institut di Weimar. Nel 1950 frequenta la Schauspiel Leipzig dove debutta, e nel 1952 diventa membro del Berliner Ensemble con Bertolt Brecht fino al 1980 presso il Volksbühne Berlin, dove lavorerà con Armin Mueller-Stahl e altri.
Negli anni '50 reciterà per la DEFA-Film in Jacke wie Hose. I conflitto con la DDR negli anni '70 inizierà a mostrare le proprie opinioni contro il regime comunista.
Nel 1980 Marian durante un viaggio nella Germania occidentale, chiederà asilo, mostrando la volontà di non tornare più nella DDR.
Nella Germania Ovest inizierà a recitare per serie televisive come L'ispettore Derrick e Der Alte. Continuerà anche la recitazione nei teatri occidentali.
Marian fu sposato ed ebbe due figlie, una l'attrice Michèle Marian.